# 托克托胡
托克托胡（？—？），蒙古族，锡林郭勒盟乌珠穆沁右翼旗（约在今内蒙古自治区西乌珠穆沁旗）人。曾任乌珠穆沁右旗协理、蒙古地方自治政务委员会委员。中华民国大陆时期内蒙古政治人物。

## 生平
民国时期，托克托胡曾任乌珠穆沁右旗协理。1934年3月7日，时任乌珠穆沁右旗协理托克托胡出任国民政府下设的蒙古地方自治政务委员会委员。